# Championnat du Monténégro masculin de water-polo
Le championnat du Monténégro de water-polo ou superligue A1 est une compétition regroupant les meilleurs clubs de water-polo du Monténégro depuis la saison 2006-2007 et la disparition du championnat de Serbie-et-Monténégro. Il est organisé par la Fédération de natation et de water-polo du Monténégro.

## Historique
Les trois premiers clubs de la superligue A1 participent depuis la saison 2008-2009 à la Ligue adriatique, une compétition régionale contre les clubs de la ligue 1 de Croatie et le champion de Slovénie. En raison de ce nouvel enjeu, les clubs monténégrins ont pris dans leurs effectifs de nombreux joueurs croates.

## Palmarès

### Titres par saison
| Première Ligue du Monténégro | Première Ligue du Monténégro                | Première Ligue du Monténégro                | Première Ligue du Monténégro                |
| Saison                       | Champion                                    | 2e                                          | 3e                                          |
| ---------------------------- | ------------------------------------------- | ------------------------------------------- | ------------------------------------------- |
| 2006-07                      | VK Primorac Kotor                           | VK Budva                                    | PVK Jadran Herceg Novi                      |
| 2007-08                      | VK Primorac Kotor (2)                       | VK Budva                                    | PVK Jadran Herceg Novi                      |
| 2008-09                      | PVK Jadran Herceg Novi                      | VK Primorac Kotor                           | VA Cattaro                                  |
| 2009-10                      | PVK Jadran Herceg Novi (2)                  | VK Primorac Kotor                           | VA Cattaro                                  |
| 2010-11                      | VK Budva                                    | PVK Jadran Herceg Novi                      | VK Primorac Kotor                           |
| 2011-12                      | PVK Jadran Herceg Novi (3)                  | VK Budva                                    | VK Primorac Kotor                           |
| 2012-13                      | VK Budva (2)                                | VK Primorac Kotor                           | PVK Jadran Herceg Novi                      |
| 2013-14                      | PVK Jadran Herceg Novi (4)                  | VK Budva                                    | VK Primorac Kotor                           |
| 2014-15                      | PVK Jadran Herceg Novi (5)                  | VK Budva                                    | VK Primorac Kotor                           |
| 2015-16                      | PVK Jadran Herceg Novi (6)                  | VK Budva                                    | VK Primorac Kotor                           |
| 2016-17                      | PVK Jadran Herceg Novi (7)                  | VK Budva                                    | VK Primorac Kotor                           |
| 2017-18                      | PVK Jadran Herceg Novi (8)                  | VK Budva                                    | VK Primorac Kotor                           |
| 2018-19                      | PVK Jadran Herceg Novi (9)                  | VK Budva                                    | VK Primorac Kotor                           |
| 2019-20                      | Interrupted due to the coronavirus pandemic | Interrupted due to the coronavirus pandemic | Interrupted due to the coronavirus pandemic |
| 2020-21                      | PVK Jadran Herceg Novi (10)                 | VK Primorac Kotor                           | VK Budva                                    |
| 2021-22                      | PVK Jadran Herceg Novi (11)                 | VK Primorac Kotor                           | VK Budva                                    |
| 2022-23                      | PVK Jadran Herceg Novi (12)                 | VK Primorac Kotor                           | VK Budva                                    |

### Titres par club

#### Première Ligue du Monténégro
Vous trouverez ci-dessous une liste des clubs avec des titres remportés dans la Première Ligue monténégrine de water-polo.
| Club                   | Titres | 2e | Années victorieuses                                                    |
| ---------------------- | ------ | -- | ---------------------------------------------------------------------- |
| PVK Jadran Herceg Novi | 12     | 1  | 2009, 2010, 2012, 2014, 2015, 2016, 2017, 2018, 2019, 2021, 2022, 2023 |
| VK Budva               | 2      | 9  | 2011, 2013                                                             |
| VK Primorac Kotor      | 2      | 6  | 2007, 2008                                                             |

#### Total
Vous trouverez ci-dessous une liste globale, avec les titres remportés dans les deux ligues : le Championnat de Yougoslavie de 1921 à 1991, le Championnat de Serbie-et-Monténégro de 1991 à 2006, et la Ligue monténégrine depuis 2006.
| Club                   | Titres | 2e | Années victorieuses                                                                                        |
| ---------------------- | ------ | -- | --- |
| PVK Jadran Herceg Novi | 18     | 5  | 1958, 1959, 2003, 2004, 2005, 2006, 2009, 2010, 2012, 2014, 2015, 2016, 2017, 2018, 2019, 2021, 2022, 2023 |
| VK Budva               | 3      | 11 | 1995, 2011, 2013                                                                                           |
| VK Primorac Kotor      | 3      | 7  | 1986, 2007, 2008                                                                                           |

## Les clubs monténégrins en Ligue Adriatique
Les clubs monténégrins sont parmi les fondateurs de la Ligue Adriatique, créée en 2008. Depuis sa première saison, les équipes monténégrines figuraient parmi les participants les plus titrés des compétitions régionales, et la PVK Jadran Herceg Novi a remporté deux titres lors des saisons 2010-11 et 2011-12. 

Les autres clubs monténégrins qui ont participé à la Ligue Adriatique sont le VK Primorac Kotor, le VK Budva et le VA Cattaro.

Vous trouverez ci-dessous la liste de la participation des clubs monténégrins à chaque saison de la Ligue Adriatique :

### A1 League
| Club                   | 09 | 10 | 11 | 12 | 13 | 14 | 15 | 16 | 17 | 18 | 19 | 20 | 21 | 22 | 23 |
| ---------------------- | -- | -- | -- | -- | -- | -- | -- | -- | -- | -- | -- | -- | -- | -- | -- |
| PVK Jadran Herceg Novi | 2  | 1  | 1  | 5  | 8  | 4  | 5  | 3  | 2  | 2  | 2  | 3  | 6  | 5  | 8  |
| VK Primorac Kotor      | 3  | 3  | 5  | 6  | 9  | 7  | 13 | -  | -  | 8  | 8  | 7  | 8  | 8  | 12 |
| VK Budva               | 5  | 5  | 6  | 10 | 4  | 6  | 11 | -  | 7  | 9  | -  | 6  | 12 | 13 | -  |
| VA Cattaro             | -  | 6  | 11 | -  | -  | -  | -  | -  | -  | -  | -  | -  | -  | -  | -  |

### A2 League
| Club              | 16 | 17 | 18 | 19 | 20 | 22 | 23 |
| ----------------- | -- | -- | -- | -- | -- | -- | -- |
| VK Primorac Kotor | 4  | 1  | -  | -  | -  | -  | -  |
| VK Budva          | 2  | -  | -  | 1  | -  | -  | 5  |
| VA Cattaro        | 6  | 5  | 8  | 9  | 11 | 5  | 10 |